# Прайс, Мари
Мари Дейли Прайс (англ. Marie Daly Price) — американский географ, писательница и специалист по международным отношениям. Прайс является президентом Американского географического общества с 2016 года, став первой женщиной, занявшей эту должность. Она является соавтором двух учебников по мировой географии, а также более шестидесяти статей в рецензируемых журналах, двенадцати глав в антологиях и двух других книг.

## Образование
Уроженка Калифорнии, Прайс — дочь Теда Г. Прайса и Мари П. Дауд. Она окончила среднюю школу Thousand Oaks High School, а затем окончила Phi Beta Kappa Калифорнийского университета в Беркли со степенью бакалавра географии. В 1990 году Прайс получила докторскую степень по географии в Сиракузском университете.

## Карьера
В 1990 году Прайс заняла должность преподавателя в Университете Джорджа Вашингтона, где сейчас является профессором географии и международных отношений. Лауреат Премии Трахтенберга 2005 года в области преподавания, Прайс занимала различные руководящие должности в Университете Джорджа Вашингтона, в том числе директора по латиноамериканским исследованиям с 1999 по 2001 год и заведующей кафедрой географии.
Исследования Прайс сосредоточены на миграции людей, использовании природных ресурсов, охране окружающей среды и региональном развитии. В партнёрстве с Лизой Бентон-Шорт Прайс работает над проектом «ГУМ: глобализация, урбанизация и миграция», где составляет схемы иммиграции по городам. Она также занимается привлечением и обучением молодых географов, включая программу YouthMappers своего коллеги Джо Даймонда. Прайс является соавтором учебников «Глобализация и разнообразие: география меняющегося мира» и «Разнообразие на фоне глобализации: регионы мира, окружающая среда, развитие», а также писала статьи для ЮНЕСКО и Организации Объединённых Наций.
В 2006 году Прайс провела год в качестве приглашённого учёного в Институте миграционной политики, и она продолжает работать в качестве внештатного учёного.
Американское географическое общество допускало женщин-участниц с момента своего основания в 1851 году, и с 1915 года наблюдался значительный рост числа женщин-участниц и публикаций. Прайс была первой женщиной-президентом Общества, когда она взяла на себя эту роль в 2016 году. Даже это президентство стало возможным после того, как Прайс была активным членом Общества более двух десятилетий. Её цель — привлечь больше молодых людей к географии, а также поощрять, вовлекать и признавать географов с разнообразным спектром идентичностей.